# World Series of Poker 1993
Die World Series of Poker 1993 war die 24. Austragung der Poker-Weltmeisterschaft und fand vom 20. April bis 14. Mai 1993 im Binion’s Horseshoe in Las Vegas statt.

## Turniere

### Turnierplan

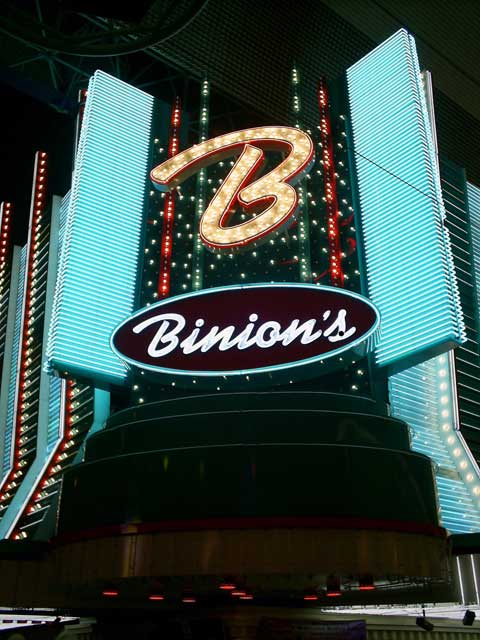
Das Binion’s Horseshoe in Las Vegas

Im Falle eines mehrfachen Braceletgewinners gibt die Zahl hinter dem Spielernamen an, das wievielte Bracelet in diesem Turnier gewonnen wurde.
| #  | Buy-in (in $) | Turnier                                          | Turnierbeginn | Teilnehmer | Sieger               | Herkunft           | Preisgeld (in $) |
| -- | ------------- | ------------------------------------------------ | ------------- | ---------- | -------------------- | ------------------ | ---------------- |
| 1  | 01.500        | Limit Seven Card Stud                            | 20. Apr. 1993 | 173        | Robert Turner        | Vereinigte Staaten | 0.103.900        |
| 2  | 02.500        | Limit Seven Card Stud                            | 21. Apr. 1993 | 113        | Marty Sigel          | Vereinigte Staaten | 0.113.000        |
| 3  | 02.500        | Limit Omaha Hi-Lo                                | 22. Apr. 1993 | 094        | Erik Seidel (2)      | Vereinigte Staaten | 0.094.000        |
| 4  | 01.500        | Limit Hold’em                                    | 23. Apr. 1993 | 383        | Hugo Mieth           | Vereinigte Staaten | 0.220.800        |
| 5  | 01.500        | Limit Omaha                                      | 24. Apr. 1993 | 103        | Jack Keller (3)      | Vereinigte Staaten | 0.061.800        |
| 6  | 01.000        | Ladies Limit Seven Card Stud                     | 25. Apr. 1993 | 082        | Phyllis Kessler      | Vereinigte Staaten | 0.032.800        |
| 7  | 02.500        | No-Limit Hold’em                                 | 26. Apr. 1993 | 173        | Phil Hellmuth (3)    | Vereinigte Staaten | 0.173.000        |
| 8  | 01.500        | No-Limit Hold’em                                 | 27. Apr. 1993 | 284        | Phil Hellmuth (4)    | Vereinigte Staaten | 0.161.400        |
| 9  | 05.000        | Limit Hold’em                                    | 28. Apr. 1993 | 063        | Phil Hellmuth (5)    | Vereinigte Staaten | 0.138.000        |
| 10 | 01.500        | Limit A-5 Draw Lowball                           | 29. Apr. 1993 | 138        | Chau Giang           | Vereinigte Staaten | 0.082.800        |
| 11 | 05.000        | Limit Seven Card Stud                            | 30. Apr. 1993 | 057        | Ted Forrest          | Vereinigte Staaten | 0.114.000        |
| 12 | 01.500        | Limit Razz                                       | 1. Mai 1993   | 129        | Ted Forrest (2)      | Vereinigte Staaten | 0.077.400        |
| 13 | 01.500        | Limit Omaha Hi-Lo                                | 2. Mai 1993   | 200        | Ted Forrest (3)      | Vereinigte Staaten | 0.120.000        |
| 14 | 01.500        | Limit Seven Card Stud Hi-Lo                      | 3. Mai 1993   | 189        | Gene Fisher (2)      | Vereinigte Staaten | 0.113.400        |
| 15 | 02.500        | Pot-Limit Hold’em                                | 4. Mai 1993   | 114        | Hamid Dastmalchi (3) | Vereinigte Staaten | 0.114.000        |
| 16 | 02.500        | Pot-Limit Omaha                                  | 5. Mai 1993   | 128        | Humberto Brenes      | Costa Rica         | 0.128.000        |
| 17 | 02.500        | Limit Hold’em                                    | 6. Mai 1993   | 149        | Humberto Brenes (2)  | Costa Rica         | 0.149.000        |
| 18 | 01.500        | Pot-Limit Omaha                                  | 7. Mai 1993   | 139        | Buddy Bonnecaze (2)  | Vereinigte Staaten | 0.083.400        |
| 19 | 01.500        | Pot-Limit Hold’em                                | 8. Mai 1993   | 204        | John Bonetti (2)     | Vereinigte Staaten | 0.122.400        |
| 20 | 05.000        | No-Limit 2-7 Draw Lowball                        | 9. Mai 1993   | 058        | Billy Baxter (6)     | Vereinigte Staaten | 0.130.500        |
| 21 | 10.000        | No Limit Hold’em Main Event – World Championship | 10. Mai 1993  | 231        | Jim Bechtel          | Vereinigte Staaten | 1.000.000        |

### Main Event

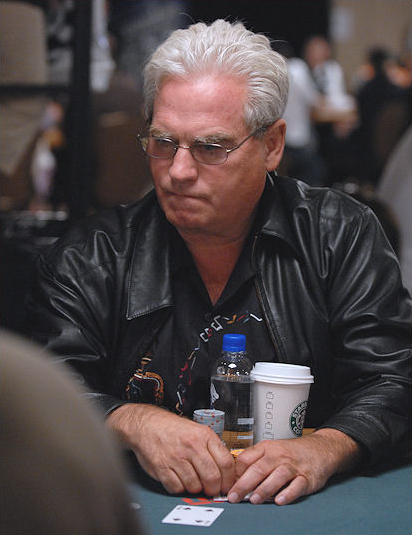
Jim Bechtel (2008)

Der Finaltisch wurde am 14. Mai 1993 ausgespielt. In der finalen Hand gewann Bechtel mit J♣ 6♥ gegen Cozen mit 7♠ 4♦.
| Platz | Herkunft               | Spieler          | Preisgeld (in $) |
| ----- | ---------------------- | ---------------- | ---------------- |
| 1     | Vereinigte Staaten     | Jim Bechtel      | 1.000.000        |
| 2     | Vereinigte Staaten     | Glenn Cozen      | 0.420.000        |
| 3     | Vereinigte Staaten     | John Bonetti     | 0.210.000        |
| 4     | Vereinigtes Konigreich | Mansour Matloubi | 0.120.000        |
| 5     | Vereinigte Staaten     | Thomas Chung     | 0.072.000        |
| 6     | Vereinigtes Konigreich | Mike Cowley      | 0.036.000        |